# Abbie Rowe
Abbie Alpheus Rowe (23. srpna 1905 Strasburg, Virginie – 17. dubna 1967 Alexandria, Virginie) byl americký fotograf, v letech 1941 až 1967 oficiální fotograf Bílého domu, pracující pro 5 postupných administrativ.

## Životopis
V roce 1930 začal Rowe pracovat pro federální vládu, pro Kancelář veřejných silnic a v roce 1932 se připojil k Úřadu veřejných staveb a veřejných parků (později známému jako National Capital Parks a součástí Správy národních parků). Když pracoval jako policista pro Roaches Run Waterfowl Sanctuary, začal se zajímat o fotografii. Jeho fotografie ptáků ho dovedly k absolvování učebního studia fotografie pro NCP, po kterém byl povýšen na asistenta fotografa a poté i na fotografa.
V prosinci 1941 prezident Franklin Delano Roosevelt sháněl fotografa, který by dočasně dokumentoval jeho oficiální každodenní povinnosti (což by mohlo být považováno za předchůdce vedoucího oficiálního fotografa Bílého domu). Shodou okolností jedna z prvních Roweových fotografií byla fotografie první dámy Eleanor Rooseveltové jedoucí na koni podél Mount Vernon Memorial Highway ve 30. letech. Roosevelt byl tak ohromen jeho prací, že Rowa pověřil dokumentováním i dalších oficiálních událostí Bílého domu. Rowe fotograficky dokumentoval prezidentství Harryho S. Trumana, Dwighta D. Eisenhowera, Johna Fitzgeralda Kennedyho a Lyndona B. Johnsona.
V roce 1963 Rowe získal ocenění Distinguished Service Award od ministerstva vnitra a v roce 1966 mu prezident Johnson dal pamětní medaili k jeho 61. narozeninám.
Dne 17. dubna 1967 zemřel ve věku 61 let na rakovinu, která mu byla diagnostikována již o dva roky dříve.
Stovky jeho snímků spadají do kategorie public domain a jsou k dispozici na úložišti obrázků Wikimedia Commons.

## Galerie
Rekonstrukce Bílého domu (1950–1951)

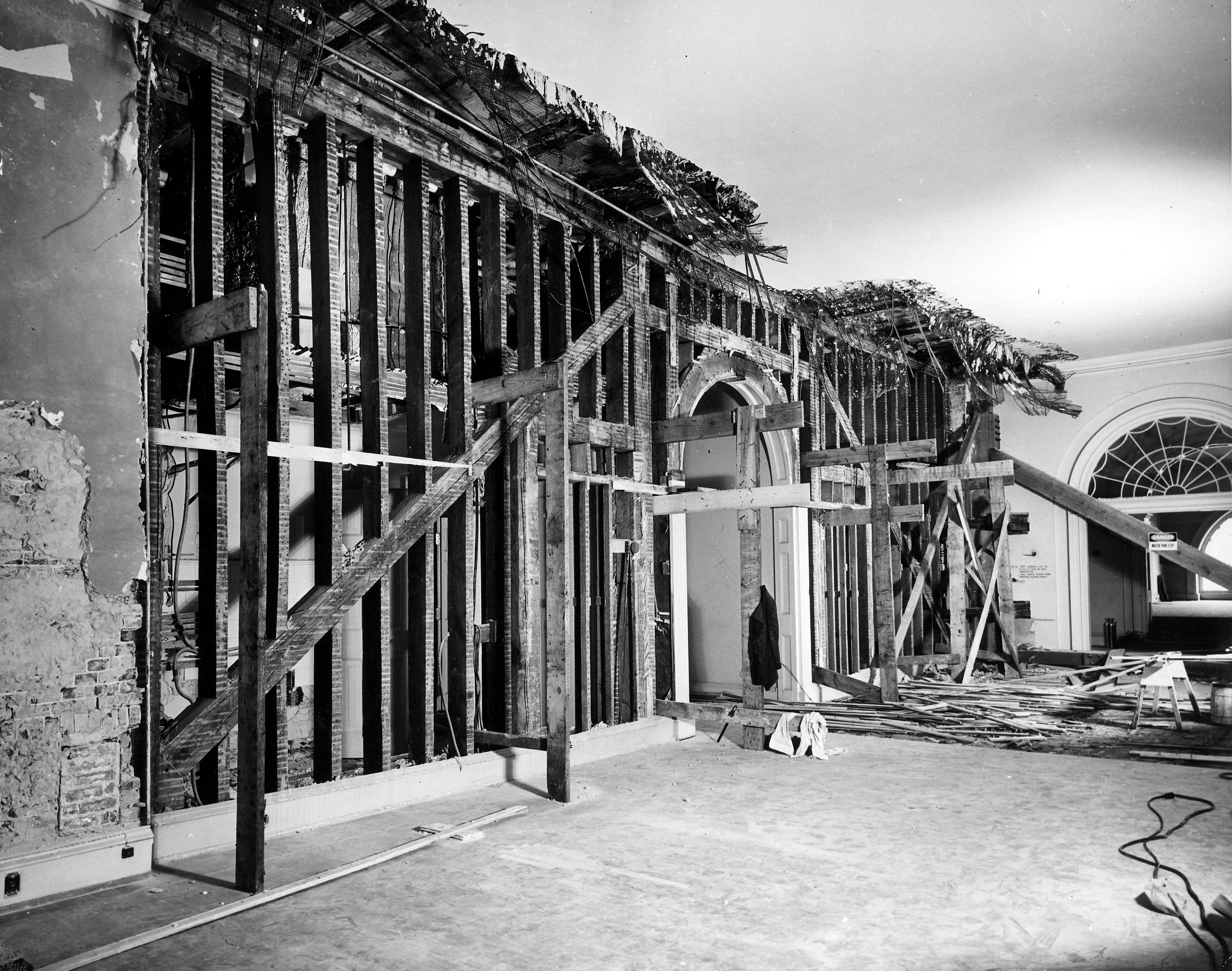
Chodba na druhém patře během renovace Bílého domu, 3. ledna 1950
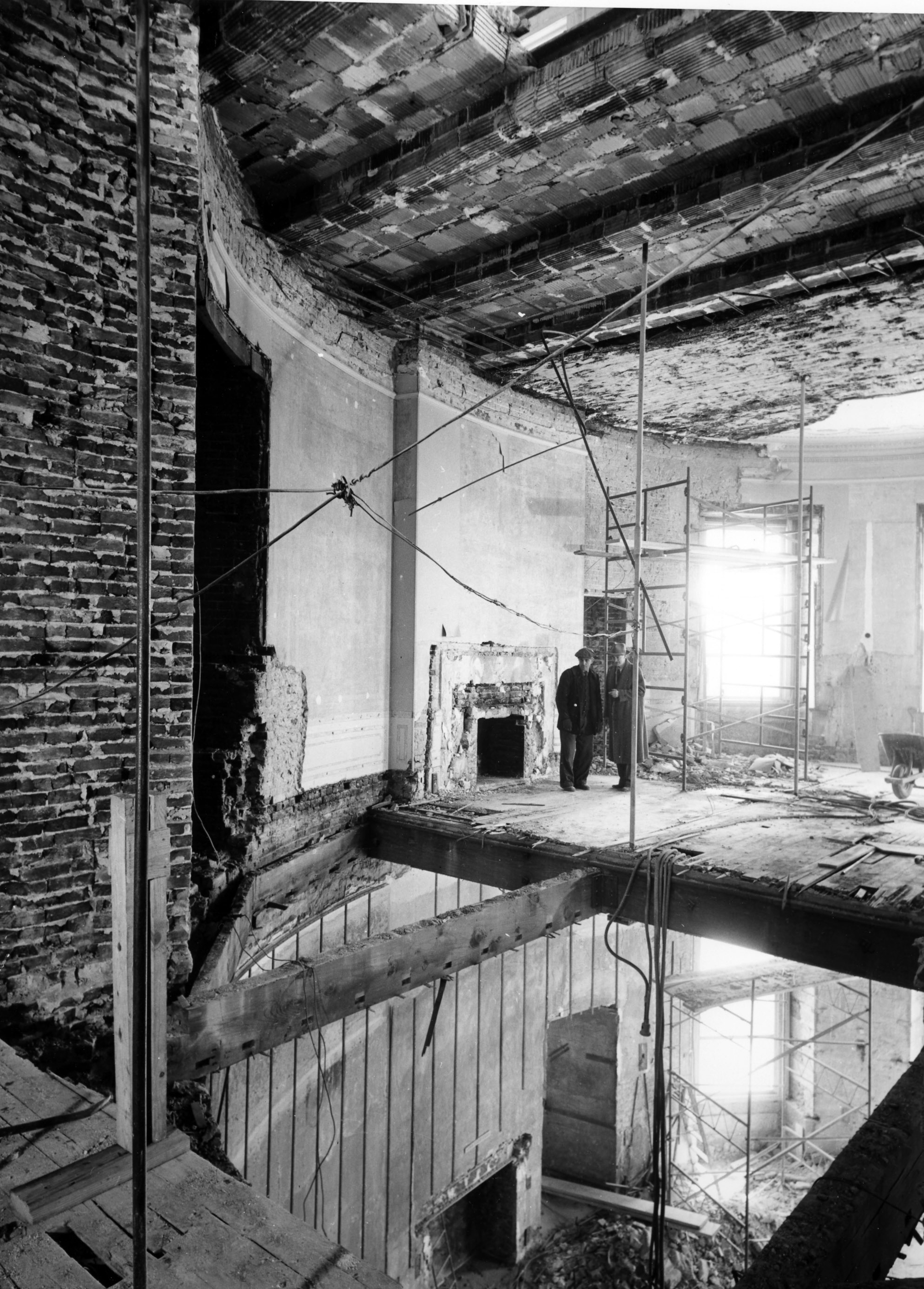
Druhé patro Oválné studovny nad Modrým pokojem během renovace Bílého domu, 9. března 1950
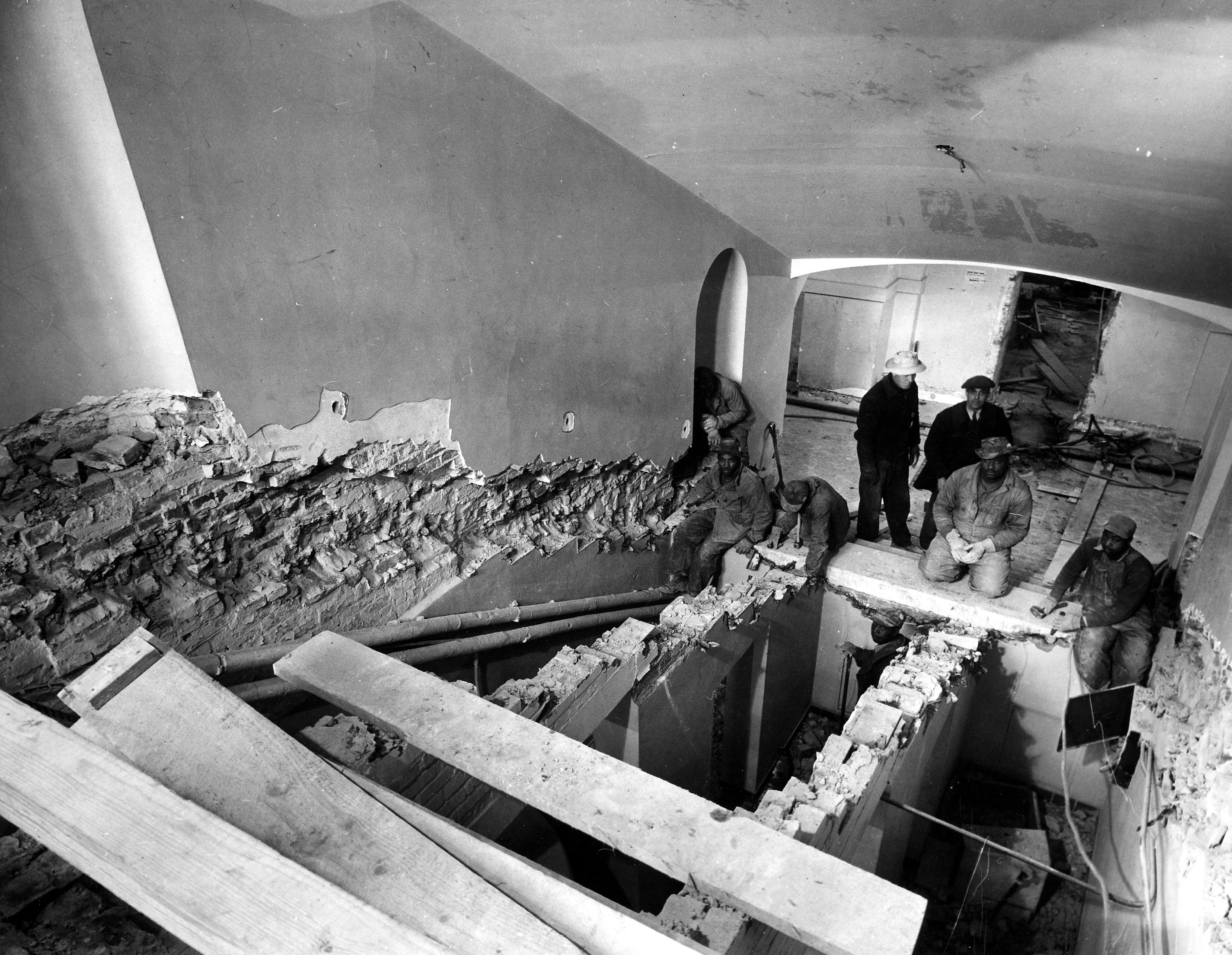
Hlavní schodiště Bílého domu během renovace, 23. února 1950
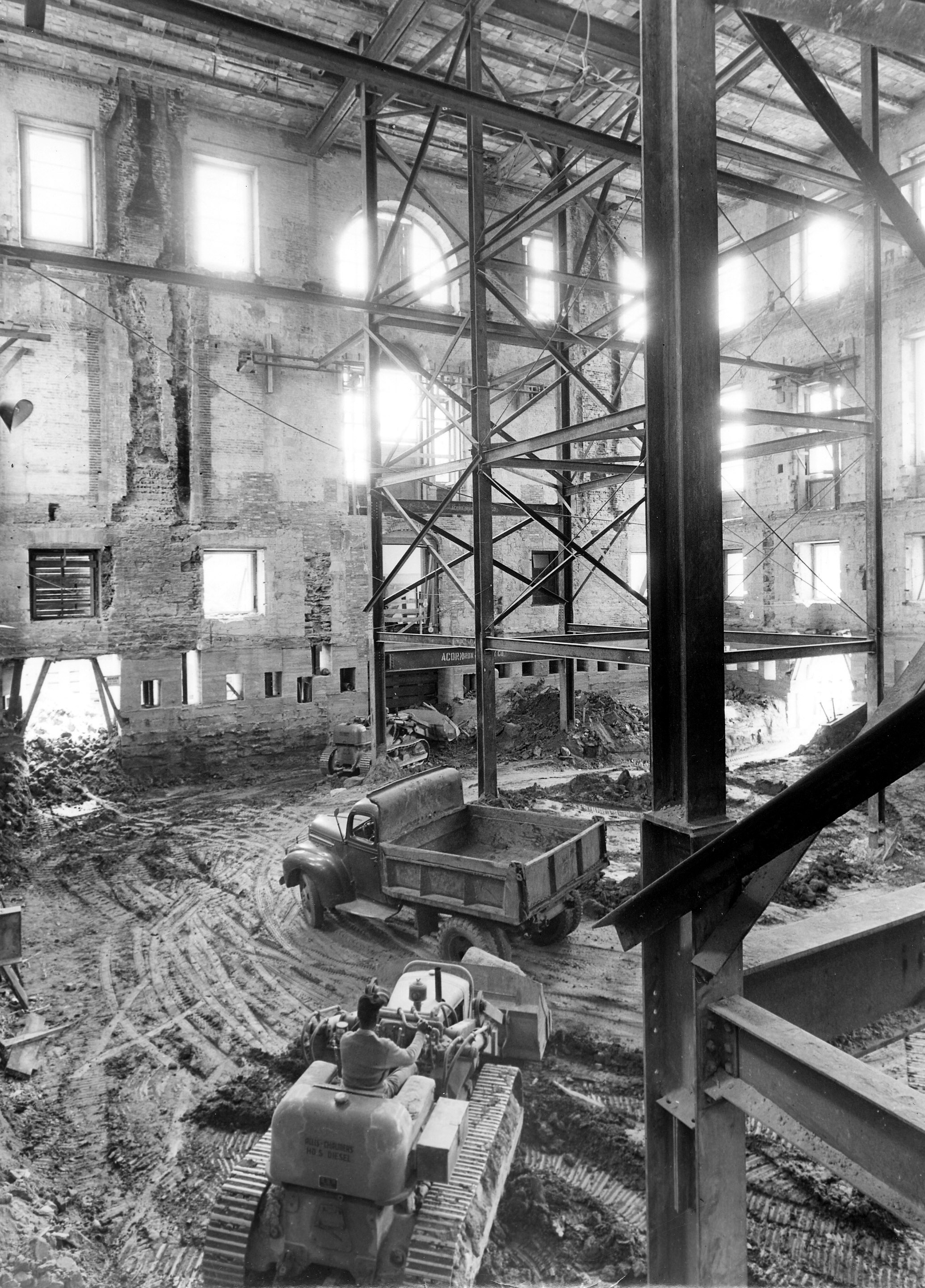
Obvodové zdivo Bílého domu během renovace, 17. května 1950
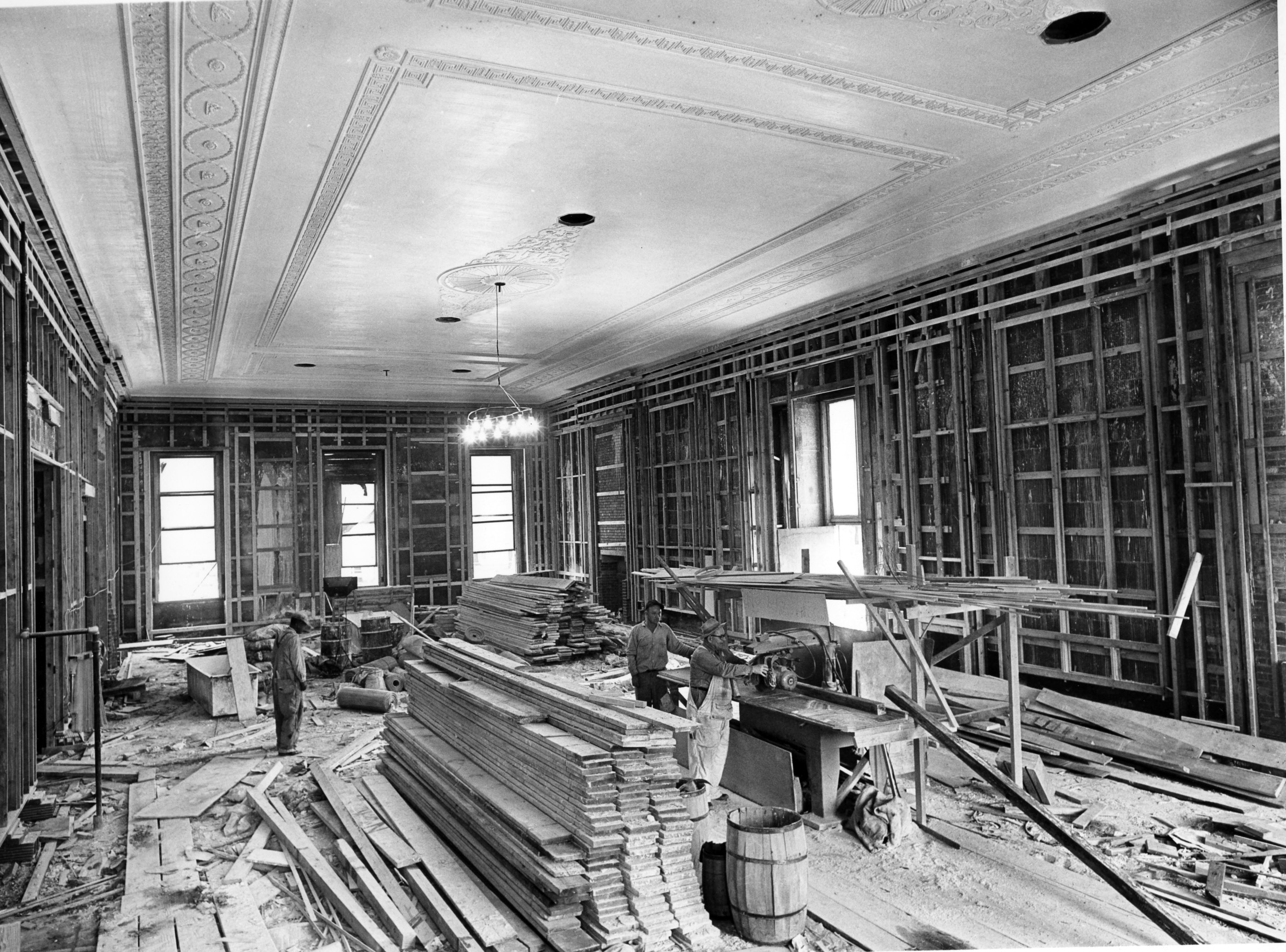
Severovýchodní pohled ve východní místnosti během renovace Bílého domu, 21. června 1951

Ostatní fotografie

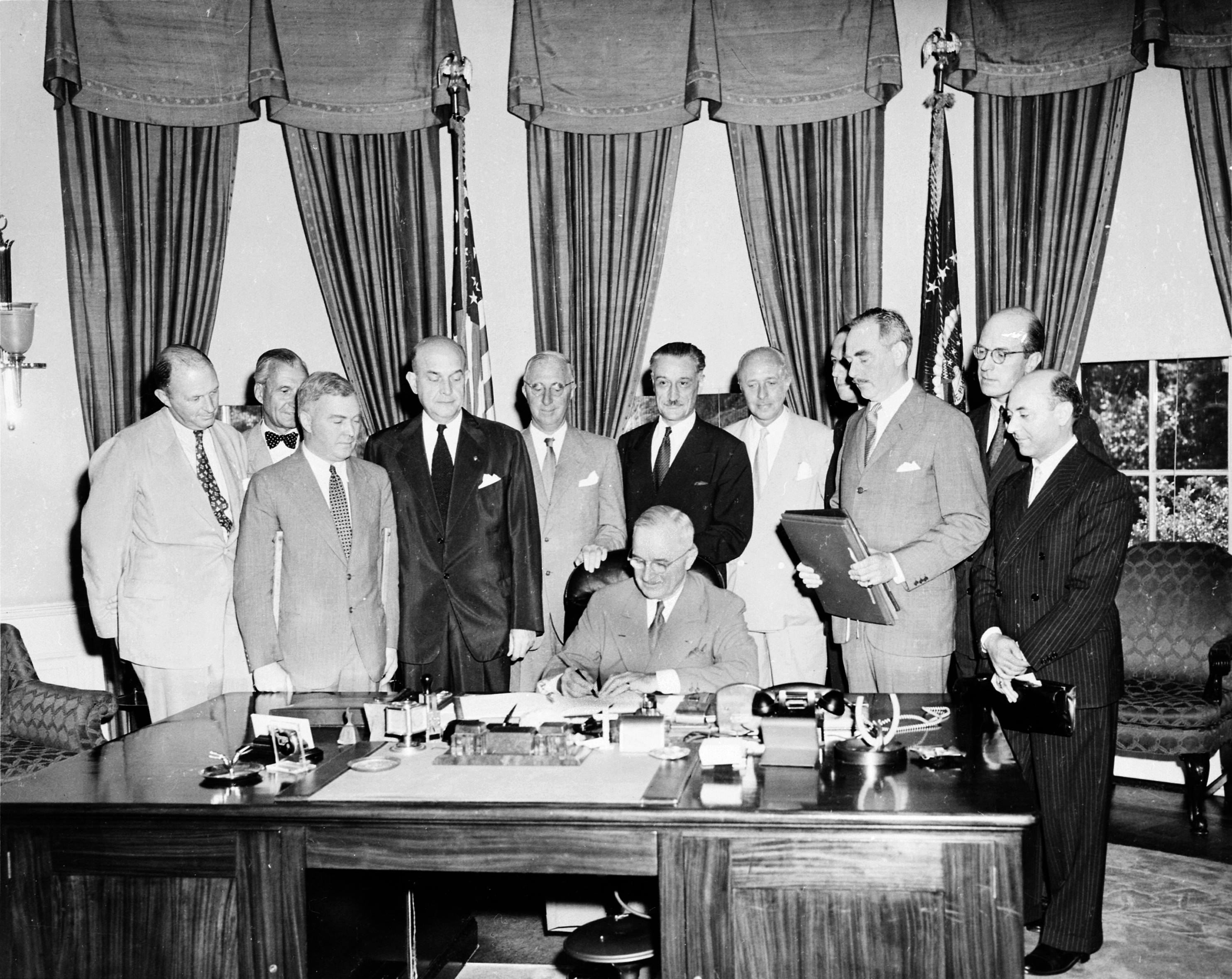
Severoatlantická smlouva byla podepsána 4. dubna 1949 ve Washingtonu, D.C. a USA ji ratifikovaly v srpnu. Prezident Truman podepisuje dokument, kterým se zavádí Severoatlantická smlouva u svého stolu v Oválné pracovně, čemuž přihlíží řada hodnostářů: sir Derick Boyer Millar, Chargé d'affaires, Spojené království; ambasador Henrik de Kauffmann z Dánska; W. D. Matthews, Charge d'Affaires, Kanada; ministr obrany Louis A. Johnson; ambasador Wilhelm Munthe de Morgenstierne z Norska; francouzský ambasador Henri Bonnet; ambasador Pedro Teotónio Pereira z Portugalska; tajemník Dean Acheson; Jonkheer O. Reuchlin, Chargé d'affaires z Nizozemska a Mario Lucielli, Chargé d'affaires z Itálie, 24. srpna 1949
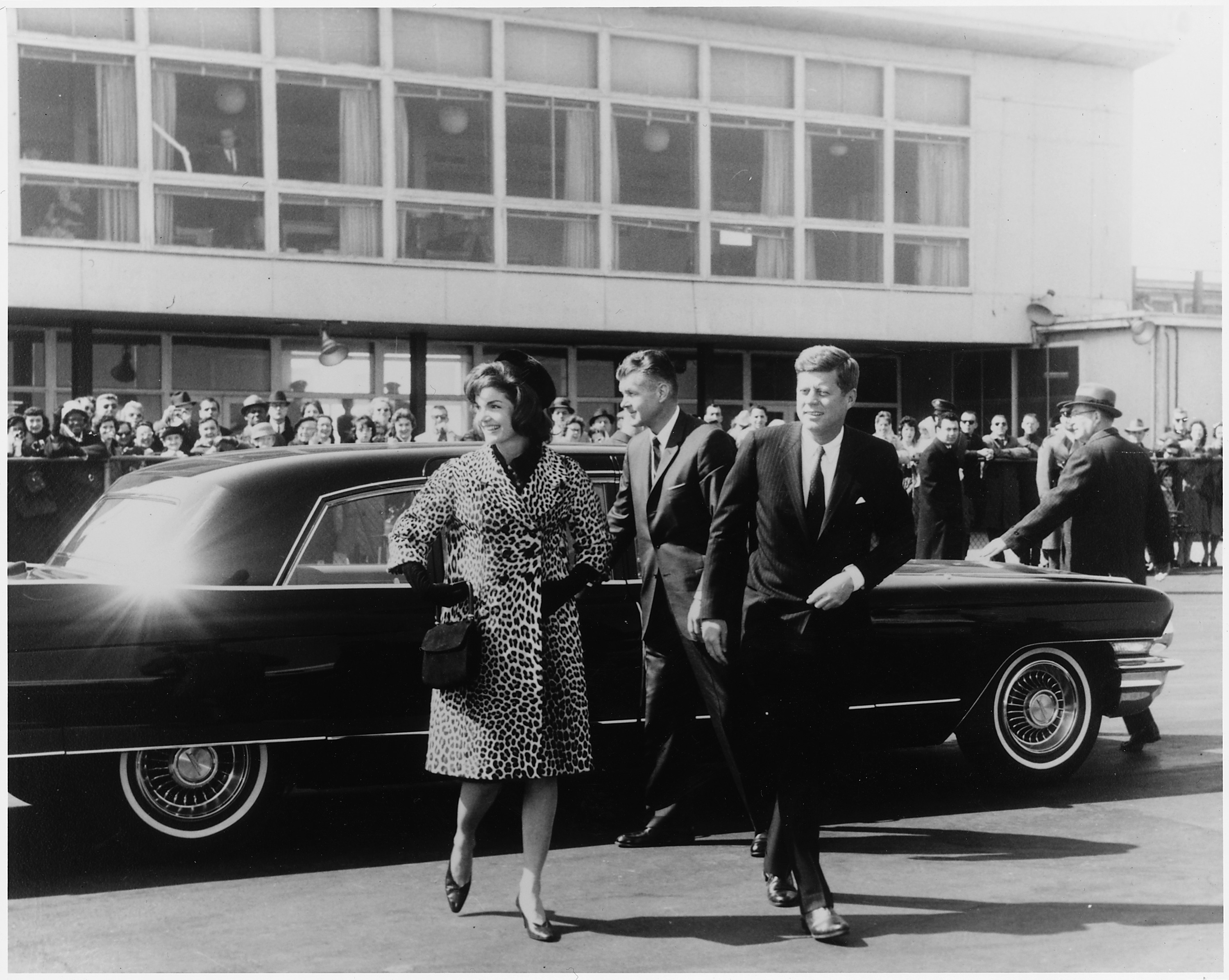
První dáma odjíždí na cestu do Indie a Pákistánu. Paní Kennedyová, prezident Kennedy. National Airport, MATS Terminal, Washington, D.C., 8. března 1962
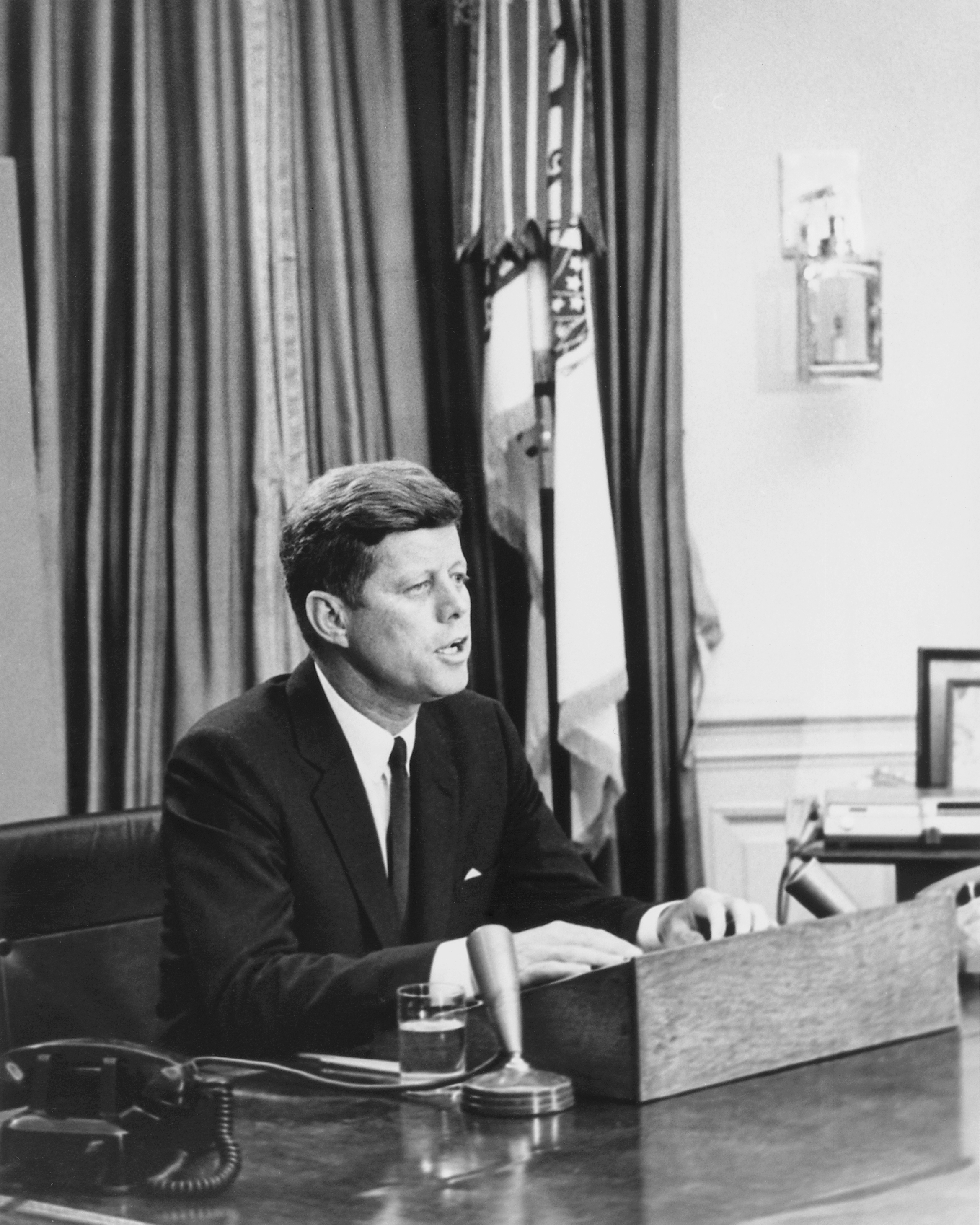
Prezident John F. Kennedy oslovuje národ o občanských právech v televizním pořadu, od stolu Resolute Desk v Oválné pracovně Bílého domu, Washington D.C., 11. června 1963
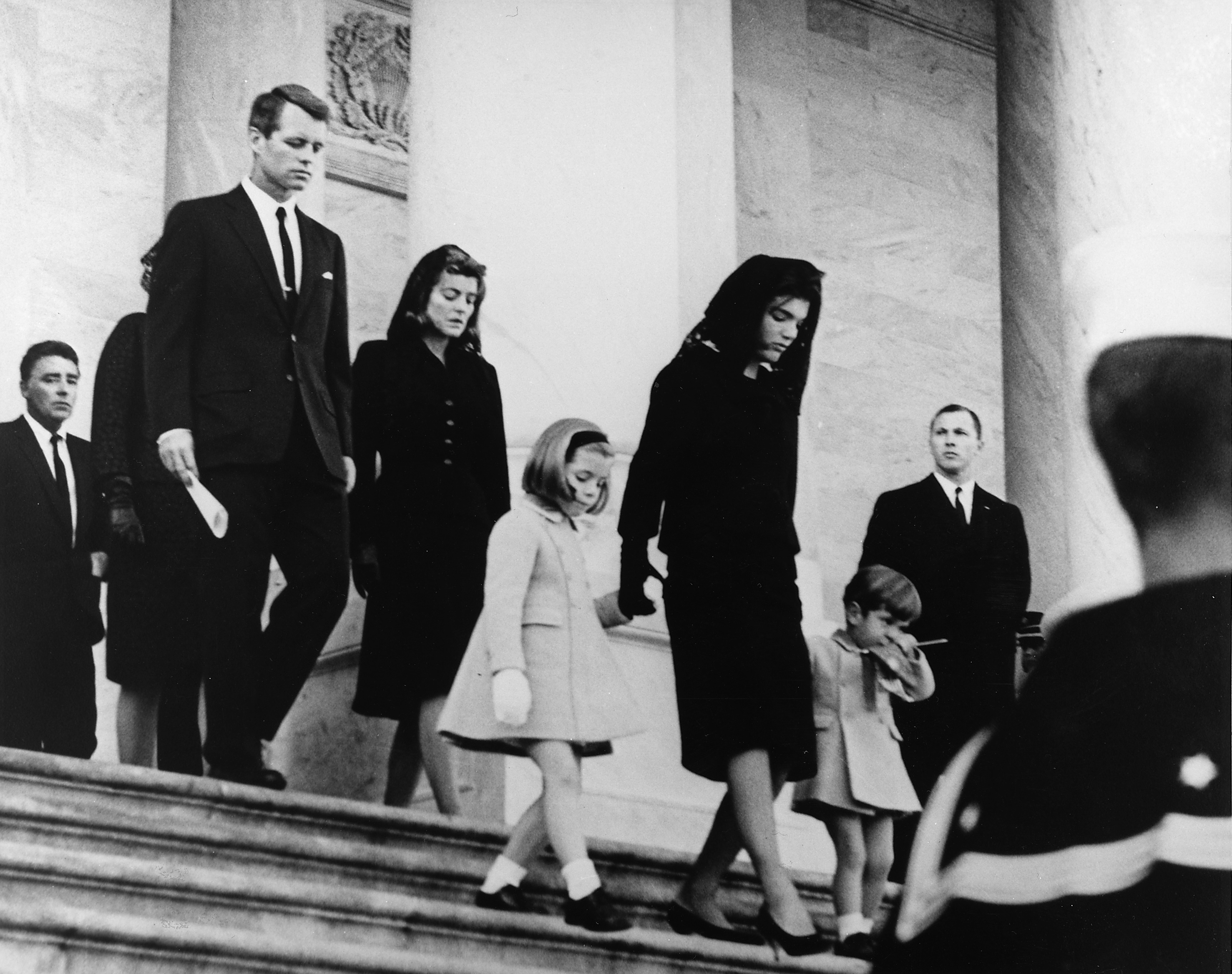
Rodina JFK opouští Kapitol po jeho pohřbu, 25. listopadu 1963